# Alte Synagoge (Bückeburg)
Die Alte Synagoge in der niedersächsischen Stadt Bückeburg steht in der Bahnhofstraße. Das Gebäude wurde in den 1950er Jahren umgenutzt und diente bis 2017 den Zeugen Jehovas als Versammlungsort.

## Geschichte
Vorgänger dieses Gebäudes der jüdischen Gemeinde Bückeburg war seit dem 17. Jahrhundert ein Haus in der Langen Straße. Erworben wurde es jedoch erst 1832. Die langwierigen Verzögerungen und Schwierigkeiten bei Herrichtung und Erwerb einer Gebetsstätte spiegeln den schwierigen Stand des Judentums in der Bückeburger Bürgerschaft wider.
Nach Zunahme der Mitgliederzahl der Gemeinde im Laufe des 19. Jahrhunderts – wohl hauptsächlich durch Vergrößerung des Gemeindegebietes – wurde der Plan gefasst, ein eigenes Synagogengebäude zu bauen. Seit 1854 wurde das für den Neubau erforderliche Kapital angespart. Die Baukosten wurden auf 10.000 Reichstaler geschätzt, beliefen sich wohl auf 9000 Reichstaler und wurden über ein Darlehen von 7000 Reichstalern teilfinanziert.
Das Gebäude an der Bahnhofstraße wurde am 29. August 1866 eingeweiht. Bei der Einweihungsfeier waren auch Vertreter der schaumburg-lippischen Regierung zugegen.
1911 wurde die Gemeinde eine Körperschaft des öffentlichen Rechts. Ein Gemeindeaustritt bedeutete von nun an auch einen Religionsaustritt.

### Zeit des Nationalsozialismus
Seit Ende der 1920er Jahre war das Gemeindeleben fast zum Erliegen gekommen. Endgültiger Schlusspunkt des jüdischen Kultus in Bückeburg waren dann die Novemberpogrome 1938, bei denen in der Nacht vom 10. auf den 11. November ein Brandanschlag auf den Betsaal des Synagoge verübt wurde. Der Brand wurde von der bereitstehenden Bückeburger Feuerwehr erst nach einer Stunde wieder gelöscht, als der Betsaal völlig zerstört war. In der gleichen Nacht wurden mehrere jüdische Familien überfallen, ihre Wohnungen zerstört und die Männer anschließend ins Konzentrationslager gebracht. Ab 1939 wurden in das Gebäude „Juden“ einquartiert, die man zuvor ihrer Wohnung beraubt hatte. Das Gebäude war die erste Zwischenstation der enteigneten und entrechteten Juden auf dem Weg der Deportation in die Konzentrationslager und in den Tod.
Schon am 26. März 1933 hatte die Gemeinde den Status einer Körperschaft des öffentlichen Rechts verloren. Sie wurde am 27. Mai 1941 in die „Reichsvereinigung der Juden in Deutschland“ eingegliedert.

### Umnutzung des Gebäudes

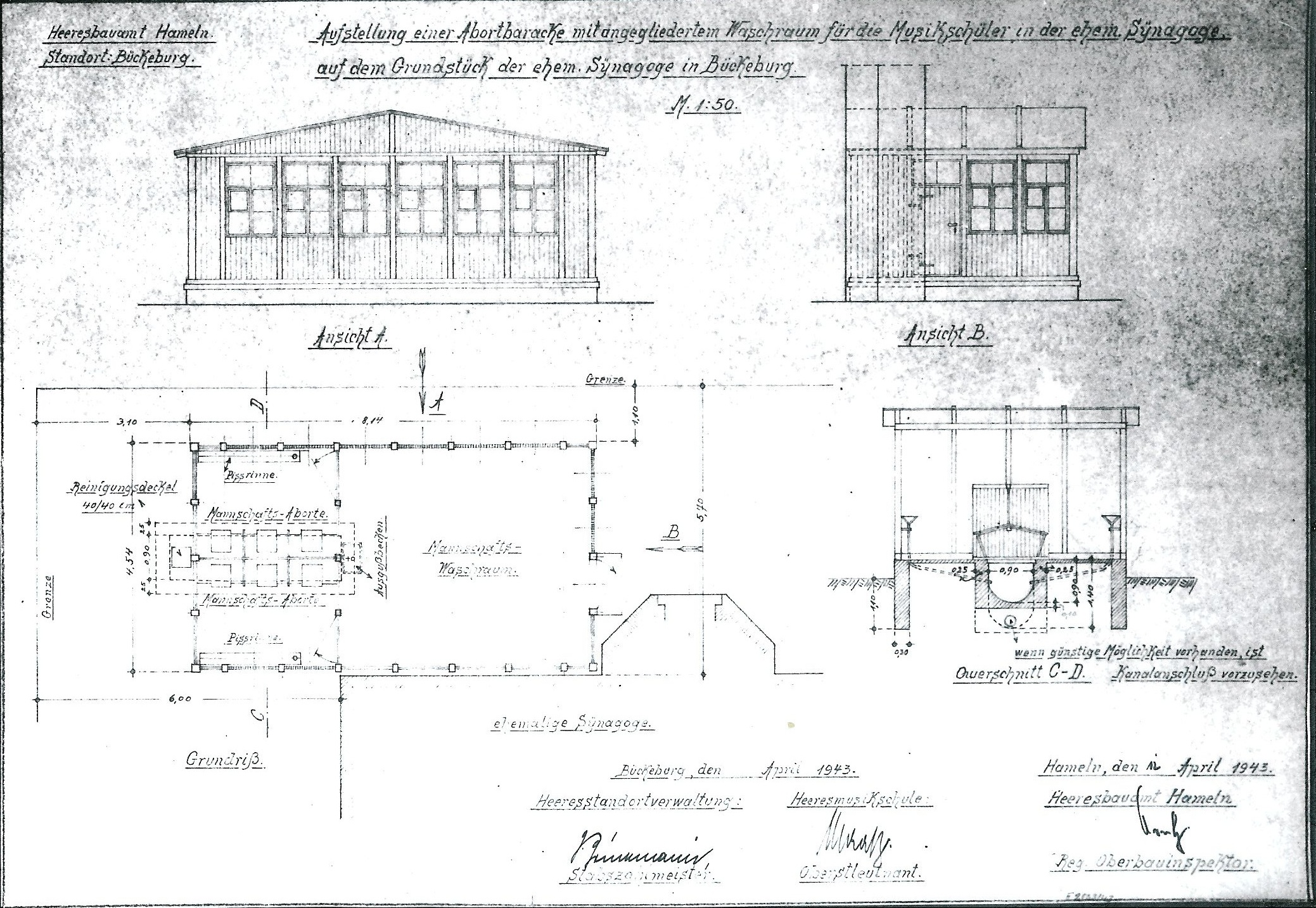
Die Pläne der Toilettenanlage der geplanten Heeresmusikschule. Sie wurden nie umgesetzt.

Noch während der Deportation der Bückeburger Juden plante der seit 1935 amtierende nationalsozialistische Bürgermeister Albert Friehe die Umnutzung des Gebäudes als Heeresmusikschule. Pläne für eine Toilettenanlage, die hinter dem Gebäude errichtet werden sollte, sind erhalten, wurden jedoch nie umgesetzt. Nach Eingliederung der Kultusgemeinde in die „Reichsvereinigung der Juden in Deutschland“ war das Synagogengebäude in deren Besitz. Das auf einen Wert von 22.000 Reichsmark geschätzte Gotteshaus sollte nach den Plänen des Bürgermeisters und auf Anordnung des SD für 8300 Reichsmark in den Besitz der Stadt übergehen. Bis das Gebäude geschätzt, ein Kaufpreis festgesetzt und die erforderlichen Genehmigungen zur Enteignung und Übertragung auf die Stadt Bückeburg eingeholt worden waren, befand sich die Reichsvereinigung im ersten Quartal 1943 kurz vor ihrer Auflösung. Der genaue Sachverhalt, warum die Übertragung auf die Stadt nicht zustande kam, ist den Quellen nicht zu entnehmen. Jedoch ist im Grundbuch 1950 notiert, dass dem Grundbuchamt zum Übergang des Gebäudes auf die Stadt „kein Vorgang zugegangen“ sei.
Am 20. Mai 1952 wurde das Gebäude auf die Jewish Trust Corporation übertragen. Von ihr kaufte es im Februar 1954 der Bückeburger Bürger Wortmann, der den Zeugen Jehovas angehörte, für 16.500 DM. Im Juli 1955 ging die alte Synagoge auf den Verein „Königreichssaal“ über. Bis 1957 waren die Veränderungen an der Gebäudefassade abgeschlossen. Die Minarette, die bis dahin aus rein stilistischen Gründen die Fassade schmückten und keinen religiösen Zweck hatten, wurden entfernt und die Fassade insgesamt schlichter gestaltet.
1997 konnte nach langen Bemühungen einer Bückeburger Schülergruppe eine Gedenktafel vorn am Gebäude angebracht werden. Darauf ist zu lesen: „Dieses Gebäude diente von seiner Erbauung 1866 bis zum 9.11.1938 als Synagoge.“ Die Tafel sollte schon 1988 angebracht werden, die Zeugen Jehovas lehnten dies jedoch „aus Gründen der politischen Neutralität“ ab. Auch der Text wurde mit der Religionsgemeinschaft abgestimmt und dementsprechend nüchtern formuliert. Mit Mitteilung vom 17. September 2013 erkennen die Zeugen Jehovas dem Gebäude nun auch intern „Gedenkstättencharakter“ zu.
2017 kaufte der Bückeburger Immobilien- und Projektentwickler Dennis Roloff das Gebäude. Er will es behutsam in seinen alten Zustand zurückversetzen.

## Architektur
Der Architekt des Gebäudes ist unbekannt, jedoch lassen bauliche Ähnlichkeiten den Schluss zu, dass auch die ein Jahr früher errichtete Alte Synagoge Minden von demselben Architekten stammt. Die Synagoge in Bückeburg wurde im „neo-islamischen Stil“ errichtet, ihre Fassade dann aber mit der Umnutzung des Gebäudes durch die Zeugen Jehovas erheblich verändert. Der neo-islamische Stil ist einer von drei in dieser Zeit im Synagogenbau verwendeten Baustile. Im Gegensatz zum neoromanischen oder verschiedenen regionalen Stilen, die eher die Angleichung des Gebäudes und der Gemeinde an die christliche Mehrheitsgesellschaft ausdrücken wollten, zielt dieser Stil darauf ab, die orientalische Herkunft des Judentums durch orientalisierende Formen zu betonen.
Das freistehende Gebäude lässt sich in einen straßenseitigen, querliegenden Baukörper für Wohn- und Schulzwecke und einen schmaleren, langgestreckten Baukörper, den eigentlichen Betsaal, gliedern. Es reiht sich heute in die Flucht gleich großer Häuser ein. Der vordere Baukörper zeichnete sich an den Ecken durch Minarette aus, die über die Traufe hinausragten. Die Straßenfassade war durch zwei weitere Minarette in drei Teile gegliedert. In der Mitte befand sich ein Portal als Hauptzugang zum Gebäude. Ein minimales Gesims trennte Erd- und Obergeschoss voneinander, während die Fassade nach oben durch ein aufgesetztes Halbgeschoss abgeschlossen wurde.
Der hintere, niedrigere Teil des Gebäudes war außen sparsam gegliedert. Es sind noch heute einfache Rundbogenfenster im Erdgeschoss und Lisenen und Spitzbogenfenster im Obergeschoss erkennbar. Das Innere, als Emporenbasilika mit nach Osten geschobener Bima gestaltet, lässt sich dem „Alhambra-Stil“ zuordnen. Es waren Bögen und Bogenhälften in das Holzskelett eingesetzt, die wohl auch orientalisch bemalt waren. Insgesamt kann die Alte Synagoge in ihrer Architektur als typisch für die damalige Zeit gelten. Der neoislamische Stil wurde gewählt als sichtbarer Ausdruck der jüdischen Emanzipation. Die Juden waren in der Gesellschaft angekommen und drückten dies architektonisch selbstbewusst aus.